# Bassania acuminata
Bassania acuminata är en fjärilsart som beskrevs av Paul Dognin 1924. Bassania acuminata ingår i släktet Bassania och familjen mätare. Inga underarter finns listade i Catalogue of Life.